# EQT Partners
EQT Partners es un grupo de inversión sueco que cuenta con una veintena de fondos de capital riesgo invertidos y private equity en empresas no cotizadas. Creado en 1994, el grupo ha invertido en 20 años más de € 210.000 millones de euros. La empresa invierte en compañías pequeñas y medianas a través de fondos de capital riesgo o fondos patrimoniales, fundamentalmente en empresas de nueva generación o con necesidad de fuerte financiación. Las líneas de negocio van desde las empresas industriales, de bienes de consumo, tecnología, medios de comunicación y telecomunicaciones, hasta las de servicios o salud. Los países donde invierten pertenecen a la Unión Europea, sobre todo en los países nórdicos, América del Norte y China.
En 2022, los activos gestionados por EQT ascendían a 210.000 millones de euros / 227.000 millones de dólares. Es la tercera mayor empresa de Private equity del mundo por fondos captados.

## Historia
La compañía fue fundada en 1994 por SEB Asset Management, Investor AB y la estadounidense AEA Investors. EQT Partners es el brazo inversor de todo el grupo. Tiene alrededor de 370 empleados, de los cuales aproximadamente 200 forman parte de los equipos de asesoramiento e inversión. La firma y sus asociados tienen oficinas en Ámsterdam, Copenhague, Fráncfort, Guernsey, Helsinki, Hong Kong, Londres, Luxemburgo, Madrid, Milán,  Múnich, Nueva York, Oslo, Shanghái, Singapur, Estocolmo, Varsovia y Zúrich.  El grupo ha invertido más de 17.000 millones en unas 140 compañías.
En marzo de 2016, EQT Partners, a través de un fondo de inversión, adquirió la compañía italiana Lima Corporate, una multinacional del sector médico y ortopédico, una vez que la compañía Ardian dejó clara su voluntad de desinvertir en la sociedad.
En junio de 2016, EQT Partners lanzó el fondo EQT Ventures Fund, que había captado 566 millones de euros para invertir en empresas de reciente aparición y con grandes perspectivas de evolución, como algunas start up. El fondo de la empresa nórdica está pensado para cualquier geografía, pero sobre todo quiere centrarse en Europa.